# Heinrich Soussmann
Heinrich Soussmann (Berlín, 23 de gener del 1796 - Sant Petersburg, maig del 1848) fou un flautista i compositor alemany. Va compondre molta música per a flauta, exercicis i va publicar un mètode.
Des dels sis anys, son pare li va ensenyar tocar la violina, però després d'escoltar un concert del flautista August Schröck, va optar per a la flauta.
Estudià flauta amb Krüger i Schröck i arribà a ser un dels flautistes més notables de la seva època. Als setze anys ingressà en una banda militar d'un regiment de lainfanteria prussiana, amb el qual va participar en la guerra de la Sisena Coalició contra França (1813-1814). Va tronar greument ferit i fins 1816 no va poder donar concerts. Posteriorment donà concerts a diversos països i més tard entrà com a primer flauta en l'orquestra de l'Òpera de Sant Petersburg on va rebre el títol de director de la música del Teatre Imperial el 1836.